# 重建外科
重建外科（英語：Reconstructive surgery）從最廣義上來看，可說是整形外科的同義詞，然而重建外科通常被認為是利用手術來恢復身體的形態和功能（不包括美容外科），例如整形外科、口腔頜面外科、耳鼻喉科等醫師對創傷後的顏面或癌症後的頭部和頸部進行的整形手術。
重建外科雖僅佔癌症病患照護的一小部分，但至關重要。它在癌症病患治療中的主要功能是擴展其他外科醫師和專科醫師的運作空間，使能更徹底地治療癌症，以提供病患最佳的治癒機會。